# Élesmart
Élesmart (1890-ig Osztrigrun, szlovákul: Ostrý Grúň) község  Szlovákiában, a Besztercebányai kerületben, a Zsarnócai járásban.

## Fekvése
Zsarnócától 12 km-re, északkeletre fekszik.

## Nevének eredete
Magyar neve a szlovák ostrý grúň név tükörfordítása.

## Története
A település akkor keletkezett, amikor a török terjeszkedés hatására a magyar országhatár erre a vidékre tolódott. 1700-ban említik először, területe Revistye várának tartozéka volt. Lakói mezőgazdasággal, erdei munkákkal foglalkoztak.
A trianoni békeszerződésig Bars vármegye Garamszentkereszti járásához tartozott.
A második világháború alatt területén élénk partizántevékenység folyt. 1945 januárjában a partizánok támogatása miatt a németek Edelweiss nevű partizánellenes egysége szállta meg a falut. 128 házat felégettek, 64 lakost kivégeztek. A háború után lakói főként a környéken: Garamszentkereszt, illetve Zsarnóca üzemeiben dolgoztak. Csak 1950-ben lett önálló község, addig Gyertyánfa része volt.

## Népessége
| Év:            | 1994. | 2004. | 2014.    | 2024.    |
| -------------- | ----- | ----- | -------- | -------- |
| Emberek száma: | 590   | 590   | 483      | 546      |
| Eltérés:       |       | +0 %  | -18,13 % | +13,04 % |

| Év:            | 2023. | 2024.   |
| -------------- | ----- | ------- |
| Emberek száma: | 545   | 546     |
| Eltérés:       |       | +0,18 % |

1910-ben még Gyertyánfa településrésze volt.
2001-ben 591 lakosából 574 szlovák volt.
2011-ben 565 lakosából 487 szlovák.

## Nevezetességei
- Temploma a 18. század végén épült, a 20. században bővítették.
- A szlovák nemzeti felkelés emlékműve 1954-ben készült.
- A faluban rekreációs központ található.